# Altay Hajiyev
Altay Amir oglu Hajiyev (en azerí: Altay Əmir oğlu Hacıyev) (Bakú, 2 de abril de 1931 - Bakú, 12 de febrero de 2019) fue un pintor de Azerbaiyán, Artista del pueblo de la República de Azerbaiyán.

## Biografía
Altay Hajiyev nació el 2 de abril de 1931 en Bakú. En 1951 se graduó de la Escuela Estatal de Arte de Azerbaiyán en nombre de Azim Azimzade. En 1959 se graduó de la Universidad Estatal de Arte en  Kiev. Después de graduarse de la universidad participó en las exposiciones internacionales y en Azerbaiyán.
En 1960 fue elegido miembro de la Unión de Artistas de la Unión de Soviética. En 1962-1967 trabajó como pintor del Comité Estatal de Prensa del Consejo de Ministros de la RSS de Azerbaiyán. En 1982 recibió el título Artista de Honor de la RSS de Azerbaiyán. Se celebraron varias exposiciones individuales del artista. Las obras se encuentran en el Museo Nacional de Arte de Azerbaiyán, la Galería Estatal de Arte de Azerbaiyán, los museos extranjeros y en las colecciones personales.
Altay Hajiyev murió el 12 de febrero de 2019.

## Premios y títulos
- Artista de Honor de la RSS de Azerbaiyán (1982)[4]
- Premio “Humay” (1995)
- Artista del pueblo de la República de Azerbaiyán (2002)[5]
- Premio del Presidente de la República de Azerbaiyán (2004)